# 4-ヒドロキシ-2-オキソグルタル酸アルドラーゼ
4-ヒドロキシ-2-オキソグルタル酸アルドラーゼ(4-hydroxy-2-oxoglutarate aldolase、EC 4.1.3.16)、以下の化学反応を触媒する酵素である。
4-ヒドロキシ-2-オキソグルタル酸{\displaystyle \rightleftharpoons }ピルビン酸 + グリオキシル酸
従って、この酵素の基質は4-ヒドロキシ-2-オキソグルタル酸のみ、生成物はピルビン酸とグリオキシル酸の2つである。
この酵素はリアーゼ、特に炭素-炭素結合を切断するオキソ酸リアーゼに分類される。系統名は、4-ヒドロキシ-2-オキソグルタル酸 グリオキシル酸リアーゼ (ピルビン酸形成)(4-hydroxy-4-methyl-2-oxoglutarate glyoxylate-lyase (pyruvate-forming))である。他に、2-oxo-4-hydroxyglutarate aldolase、hydroxyketoglutaric aldolase、4-hydroxy-2-ketoglutaric aldolase、2-keto-4-hydroxyglutaric aldolase、4-hydroxy-2-ketoglutarate aldolase、2-keto-4-hydroxyglutarate aldolase、2-oxo-4-hydroxyglutaric aldolase、DL-4-hydroxy-2-ketoglutarate aldolase、hydroxyketoglutarate aldolase、2-keto-4-hydroxybutyrate aldolase、4-hydroxy-2-oxoglutarate glyoxylate-lyase等とも呼ばれる。この酵素は、アルギニン及びプロリンの代謝、グリオキシル酸及びジカルボン酸の代謝に関与している。

## 構造
2007年末時点で、この酵素の2つの構造が解明されている。蛋白質構造データバンクのコードは、1WAUと2C0Aである。